# Brasserie des Abers
La Brasserie des Abers est une brasserie artisanale bretonne située à Ploudalmézeau, à la pointe du Finistère, en Bretagne. Fondée en 1999, elle propose des bières artisanales inspirées du terroir breton et de l’univers maritime. La première gamme lancée est Mutine, une série de bières aux profils variés qui marquent les débuts de l’activité brassicole à Ploudalmézeau.
Au fil des années, la brasserie a élargi son offre, modernisé ses installations et renforcé son ancrage local. Elle compte aujourd’hui parmi les brasseries artisanales les plus actives du Finistère.
Elle propose une vingtaine de recettes artisanales maîtrisées, souvent médaillées et déclinées en quatre gammes distinctes :
- Mutine : gamme fondatrice (Blonde, Ambrée, Blanche, IPA, Triple et Ouessane)
- Brestoizh : des bières ancrées dans l’univers urbain et festif de Brest (Pale Ale, Smoked Amber et Bitter Wakamé)
- Pitaine : une gamme aux arômes audacieux (Ruz, Goa, Mam, Maouez, Tonn et Smash)
- Mor Braz : la plus récente et originale, avec des recettes brassées à l'eau de mer (Blonde, Ambrée, Blanche et Blonde Bio)

## Récompenses
2008 : Médaille d'argent pour la “Mutine Blanche” au Concours Général Agricole de Paris
2016 : Médaille d'or pour la “Mutine Blanche” au Concours Régional des bières de Bretagne
2017 : Médaille d’argent au Concours de la plus belle capsule de bière française du collectif “Objets de brasserie et capsules de bières françaises”
2018 : Médaille d’argent au Concours de la plus belle capsule de bière française du collectif “Objets de brasserie et capsules de bières françaises”
2019 : Médaille d’or au Concours de la plus belle capsule de bière française du collectif “Objets de brasserie et capsules de bières françaises”
2021 : Médaille d’argent pour la “Super Smash” au Concours International de Lyon
2024 : Médaille d’or pour la “Brestoizh - Smoked Amber” et médaille d’argent pour la “Goémon Noir - Stout Dulse” au Concours International de Lyon
2025 : Médaille d’or pour la “Mutine IPA”, médaille d’argent pour la “Brestoizh - Bitter Wakamé” et la “Smash Pitaine” au Concours International de Lyon